# こと〜築地寿司物語〜
『こと〜築地寿司物語〜』（こと つきじすしものがたり）は鳳恵弥を主演とした舞台演劇。
2017年に江頭美智留、2018年に柏原寛司、園田英樹、2019年に秦建日子、きむらゆうかがそれぞれ脚本を務め第3作目まで公演が続いた。2020年に予定されていた第4作目は新型コロナウイルス感染症の流行をうけてモデルとなった築地玉寿司の要望で公演延期となった。
2022年5月にまた江頭美智留脚本、鳳恵弥演出で復活、ペナルティヒデやウーマンラッシュアワーの中川パラダイスが出演。また主題歌と挿入歌の作詞を鳳が担当し、マスコミ取材に対して同シリーズに出演をして来て今回も日替わりゲストでの出演予定だったが直前に逝去した渡辺裕之への想いを詞に込めたと語った。
2023年4月にシリーズ5作目を公演予定

## 解説
2017年に築地本願寺ブディストホールで公演した。築地玉寿司の4代目である中野里陽平から彼の祖母である中野里ことの話を聞いた関口忠相が、舞台化を提案してプロデューサーを務めて2年後に台本を仕上げた。脚本は江頭美智留、演出は中野敦之、ポスタービジュアルは山田貴敏、主題歌と挿入歌作曲は木根尚登、が担当した。
秀平が、大好きな祖母の死に際してその人生をたどりつつ、4代目を継ぐ決意までを描いた家督継承の話で、2代目の中野里ことをモデルにした中倉こと、次男で後に3代目になる中倉孝二朗、次女の中倉弥生、孫の秀平、女中の福山佳代、板長の矢沢源太、宮内食鳥店の宮内大作とハル夫妻、敵役の遠藤一家、らが登場する。キャッチフレーズは『日本の女は強かった』で、戦中戦後を生き抜いた日本の女性の強さを、ことの明るさと強さ、佳代の辛抱強さ、弥生の可愛さ、ハルのお節介加減、などで現している。

## 主な出演者

### １作目
中倉こと
鳳恵弥
福山佳代
佐伯日菜子
中倉弥生
市川美織、大野真緒、
矢沢源太
IKKAN
遠藤清
黒田勇樹
宮内大作
渡洋史
宮内ハル
牧野美千子
日替わりゲスト
ミラクルひかる、堀井雄二、木根尚登、にわのまこと、オラキオ、大葉健二

### ２作目
中倉こと
鳳恵弥
中倉栄蔵
山本圭壱
あまね
市川美織
矢凪政夫
渡辺裕之
水上辰夫
長江健次
日替わりゲスト
西岡徳馬、松本梨香、みかん、南部虎弾、栗田貫一、ワッキー（ペナルティ）、庄司智春

### ３作目
中倉こと
鳳恵弥
中倉栄蔵
山本圭壱
中倉孝二朗
渡辺裕之